# Shoucheng Zhang

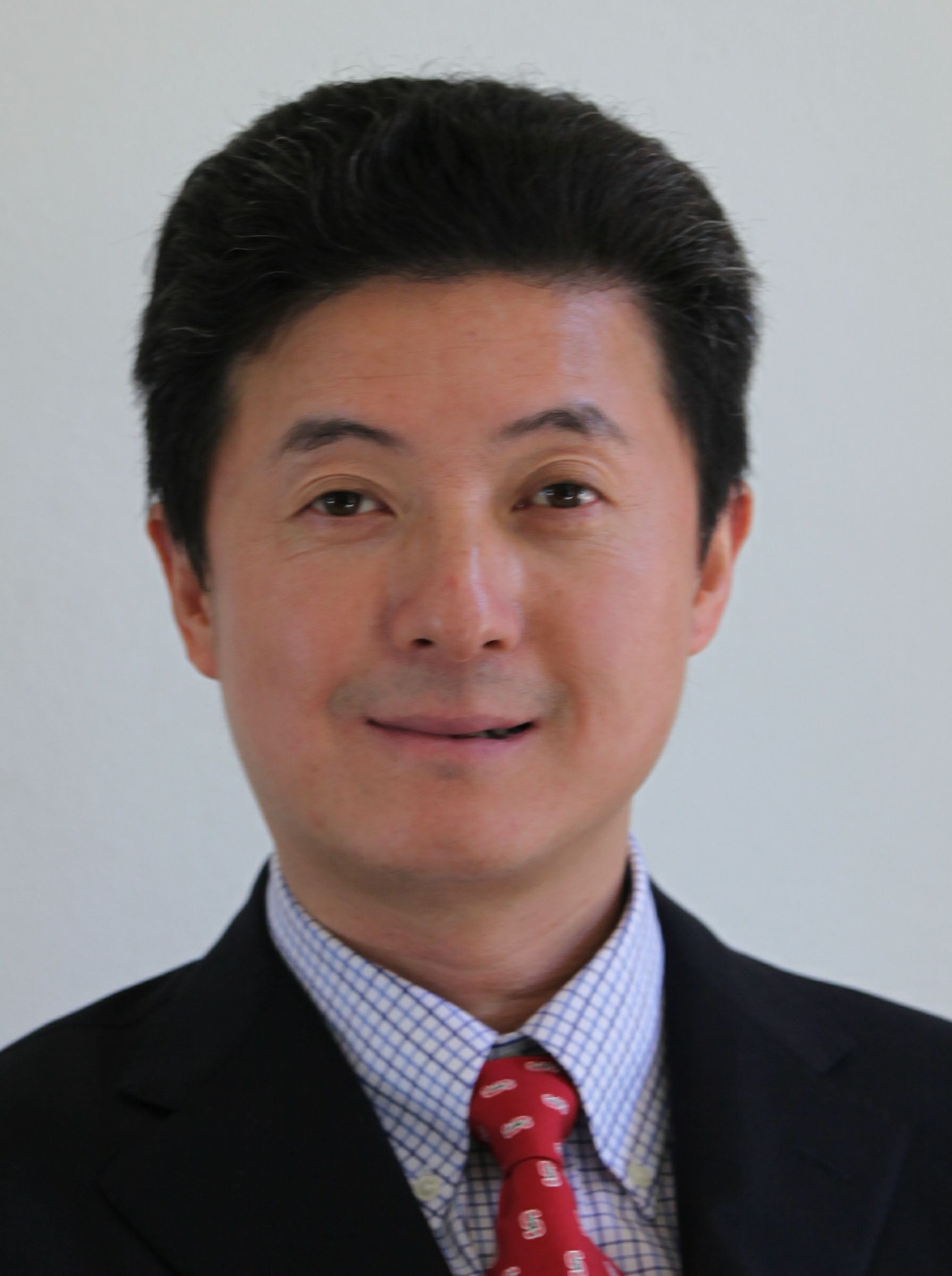
Shoucheng Zhang, Stanford, 2011

Shoucheng Zhang (chinesisch 张首晟, Pinyin Zhāng Shǒuchéng, auch: Shou-Cheng Zhang; * 15. Februar 1963 in Shanghai, Volksrepublik China; † 1. Dezember 2018) war ein US-amerikanischer theoretischer Festkörperphysiker chinesischer Herkunft. Seine Familie stammte aus der Stadt Gaoyou in der chinesischen Provinz Jiangsu. Zhang besuchte ab 1978 die Fudan-Universität in Shanghai und ging 1980 zum weiteren Studium nach Deutschland.
Zhang studierte an der FU Berlin mit dem Diplom-Abschluss 1983 und wurde 1987 an der State University of New York at Stony Brook promoviert. Als Post-Doktorand war er bis 1989 am Institut für Theoretische Physik (ITP) der University of California, Santa Barbara. 1989 bis 1993 war er im IBM Almaden Research Center und ab 1993 war er Professor für Physik an der Stanford University. Seit 2003 ist er dort Ko-Direktor des IBM-Stanford Center for Spintronics Science and Application Center.
Er befasste sich mit Spintronik und dem Quantenspin-Halleffekt (den er 2006 unabhängig von Charles L. Kane mit B. Andrei Bernevig vorschlug)) als Prototyp von topologischen Isolatoren, das heißt Isolatoren mit topologischen Leitungszuständen an der Oberfläche. Er schlug außerdem mit Andrei Bernevig eine Realisierung des Quantenspin-Halleffekts in Quantentöpfen vor (Sandwich-Strukturen aus Quecksilber-Tellur-Schichten zwischen Cadmium-Tellur-Schichten), wo sie auch experimentell 2007 nachgewiesen wurden. Außerdem befasst er sich mit Hochtemperatursupraleitern, wo er eine SO(5)-Theorie entwickelte, die in vereinheitlichter Weise sowohl deren antiferromagnetische als auch deren Supraleiter-Eigenschaften beschreibt.
Mit Shuichi Murakami und Naoto Nagaosa schlug er 2003 einen intrinsischen Spin-Hall-Effekt vor, unabhängig von einer Gruppe um Allan H. MacDonald und Jairo Sinova.
1993 erhielt er den Outstanding Innovation Award von IBM. 2012 erhielt er die Dirac-Medaille (ICTP) (mit F. Duncan M. Haldane und Charles L. Kane insbesondere für ihre Pionierarbeit bei zwei – und dreidimensionalen topologischen Isolatoren) und den Oliver E. Buckley Condensed Matter Prize. 2010 erhielt er den Europhysics Prize. Seit 2011 ist er Mitglied der American Academy of Arts and Sciences und er ist Mitglied der American Association for the Advancement of Science. 2007 war er Guggenheim Fellow und 2006 wurde er Fellow der American Physical Society. 2013 erhielt er den Physics Frontiers Prize. Für 2015 wurde ihm die Benjamin Franklin Medal des Franklin Institute zugesprochen. Ebenfalls 2015 wurde er in die National Academy of Sciences gewählt. 2016 erhielt er die Ehrendoktorwürde der Julius-Maximilians-Universität Würzburg.

## Schriften
- mit Xiao-Liang Qi: The Quantum Spin Hall Effect and Topological Insulators, Physics Today, Januar 2010, Arxiv